# Foxworth
Foxworth es un lugar designado por el censo ubicado en el condado de Marion en el estado estadounidense de Misisipi. En el año 2010 tenía una población de 603 habitantes.

## Geografía
Foxworth se encuentra ubicado en las coordenadas 31°14′18″N 89°52′07″O / 31.23833, -89.86861.